# Escher Wyss AG

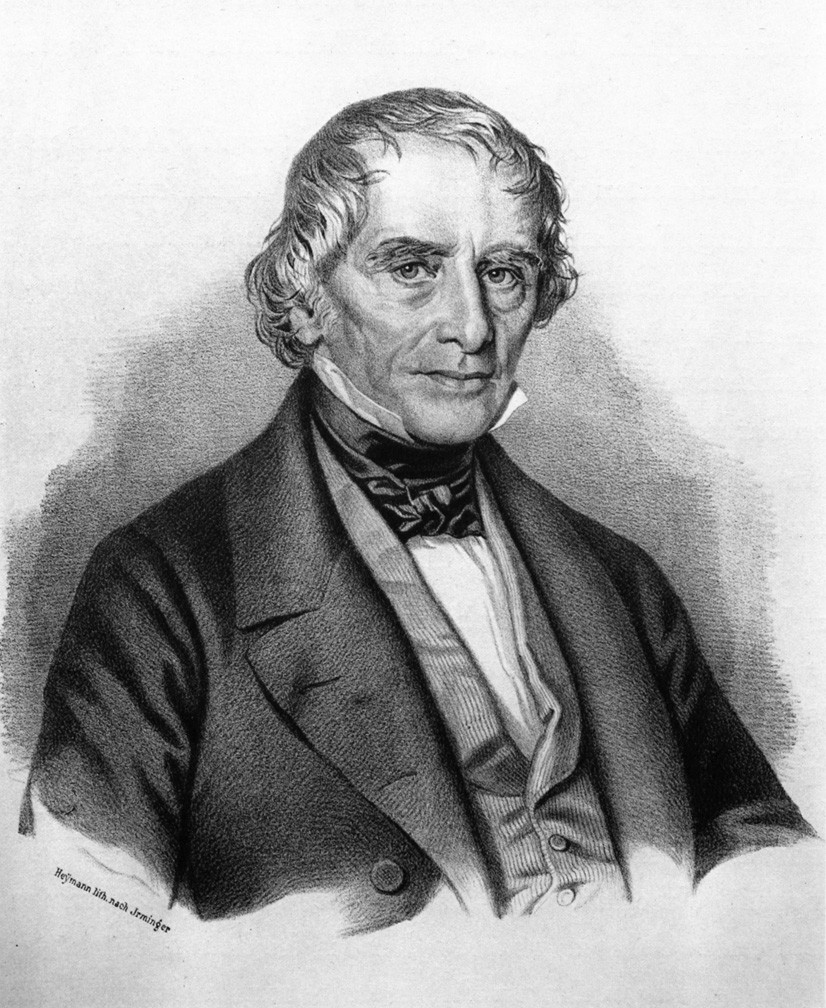
Der Zürcher Architekt und Politiker Hans Caspar Escher, einer der Gründer der Escher Wyss

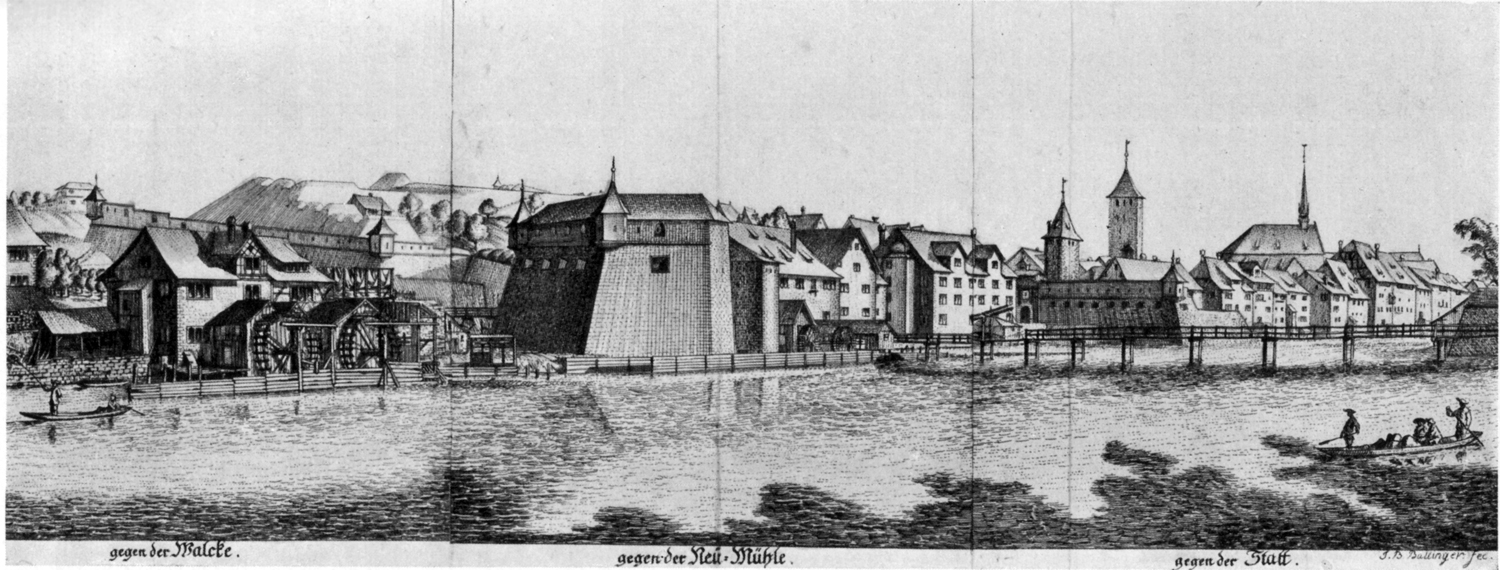
Paradiesbollwerk mit Neumühle 1770

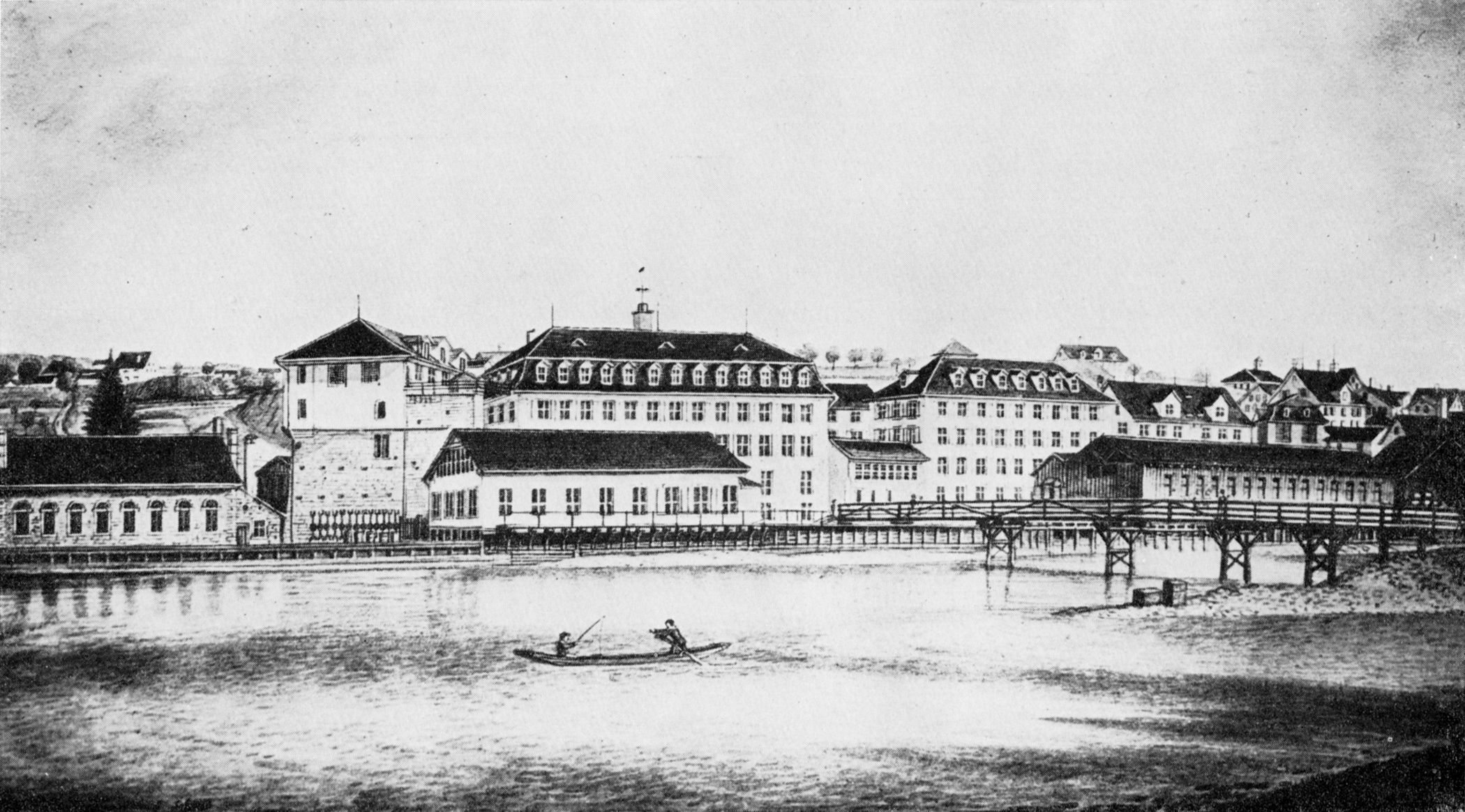
Die Fabriken des Unternehmens Escher-Wyss am Neumühlequai ca. 1860.

Die Escher Wyss AG, ursprünglich Escher, Wyss & Cie., war eine schweizerische Industrieunternehmung mit Schwerpunkt Maschinen- und Turbinenbau, bis sie 1969 von der Sulzer AG übernommen wurde. Der Unternehmenshauptsitz war in Zürich.

## Geschichte und Produkte

### Spinnerei

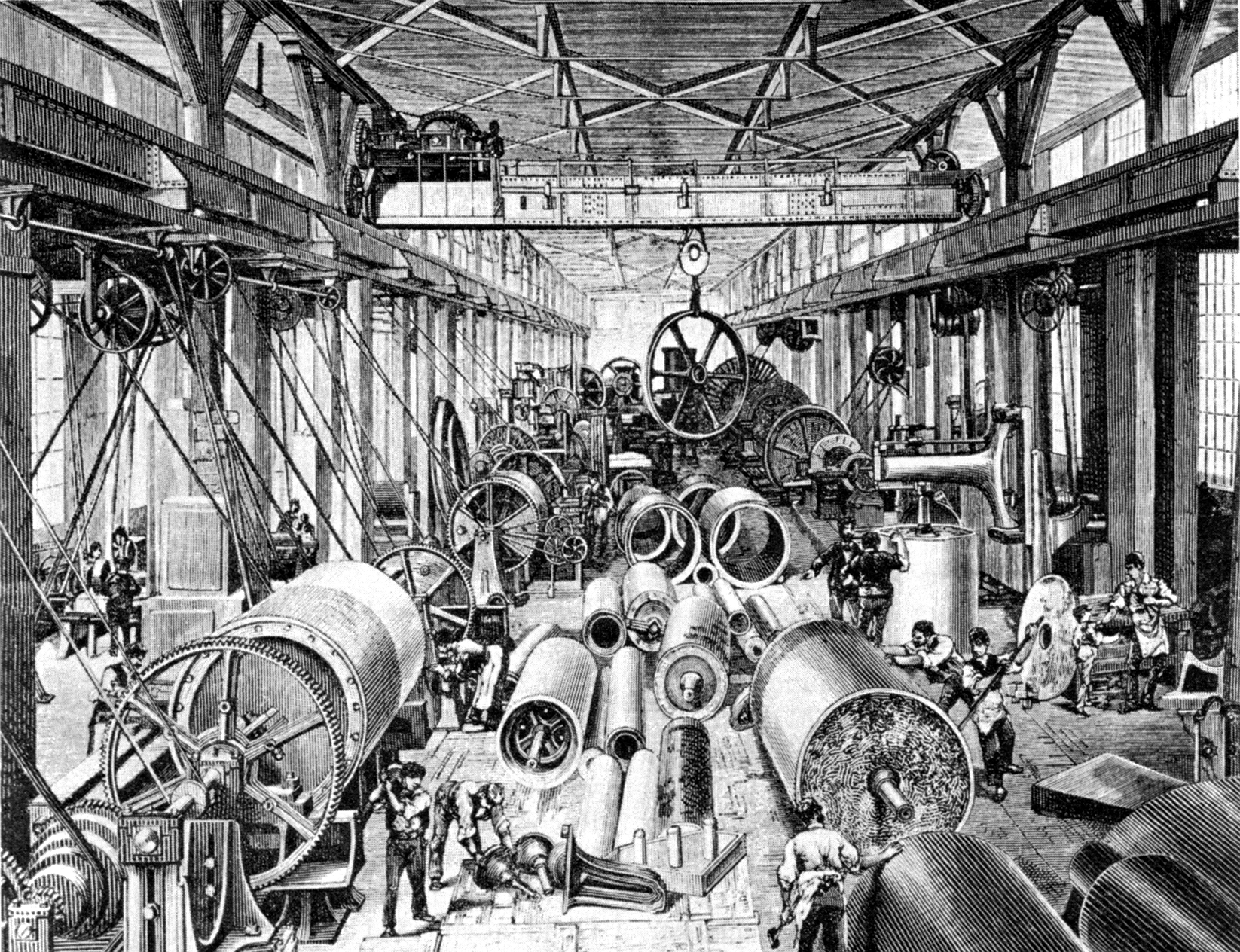
Maschinenhalle von Escher Wyss in der Neumühle

Das Unternehmen Escher, Wyss & Cie. wurde 1805 von Hans Caspar Escher und Salomon von Wyss in Zürich unter der Firma Baumwollspinnerei Escher Wyss & Co als zweite erfolgreiche mechanische Spinnerei der Schweiz, nach der Spinnerei Hard in Wülflingen, gegründet. Um 1801 war Escher als junger Offizier ins Kloster St. Gallen gekommen und sah dort die erste schweizerische Spinnmaschine der General-Societät der englischen Baumwollspinnerei in St. Gallen in Betrieb.
Der erste Sitz des Unternehmens befand sich bei der ehemaligen «Neumühle» von 1648 (Niederdorfpforte), wo Teile des ehemaligen Paradiesbollwerks in die Fabrikanlagen einbezogen wurden. Bis 1892 entstand in dem Areal eine ausgedehnte Fabrikanlage mit eigenem Kraftwerk beim heutigen Neumühle-Quai. Auf dem ehemaligen Unternehmensareal stehen heute die kantonalen Verwaltungsgebäude «Walche» und «Kaspar-Escher-Haus». Um die Wartung und Herstellung der Spinnmaschinen und der zum Betrieb nötigen Wasserkraftanlagen entstand eine eigene Maschinenbautätigkeit, die in den Bereichen Textilmaschinen, Papiermaschinen, Wasserräder und -turbinen, Pumpen, Transmissionsanlagen und später auch im Schiffbau und in der Herstellung von Dampfmaschinen, Dampfschiffen und Dampflokomotiven tätig war. Das Unternehmen betrieb auch eine eigene Giesserei an der unteren Stampfenbachstrasse. 1860 wurde die Spinnerei geschlossen, und das Unternehmen konzentrierte sich auf den Maschinenbau. Zu Beginn waren die Maschinen für den Eigenbedarf hergestellt und gewartet worden. Ab 1810 wurden dann aber vorübergehend und ab 1828 dauerhaft Aufträge von aussen angenommen.
1889 beschloss die Geschäftsleitung den Umzug der Fabrik von der Stadt Zürich in die damals noch selbständige Gemeinde Aussersihl, weil die Produktionsverhältnisse in der «Neumühle» unzumutbar geworden waren. Besonders der fehlende Gleisanschluss stellte ein Problem dar. Die Arbeiter mussten die Fertigfabrikate mit Seilen in die Stampfenbachstrasse hinaufziehen, wo sie nachts mit Pferdegespannen zum Bahnhof gebracht wurden. In den Jahren 1892 bis 1895 verlegte die Maschinenfabrik ihre Werke und Anlagen in die Nähe des heutigen Escher-Wyss-Platzes im Hardquartier, heute Escher-Wyss-Areal.

### Turbinen, Dampf- und Wasserkraft

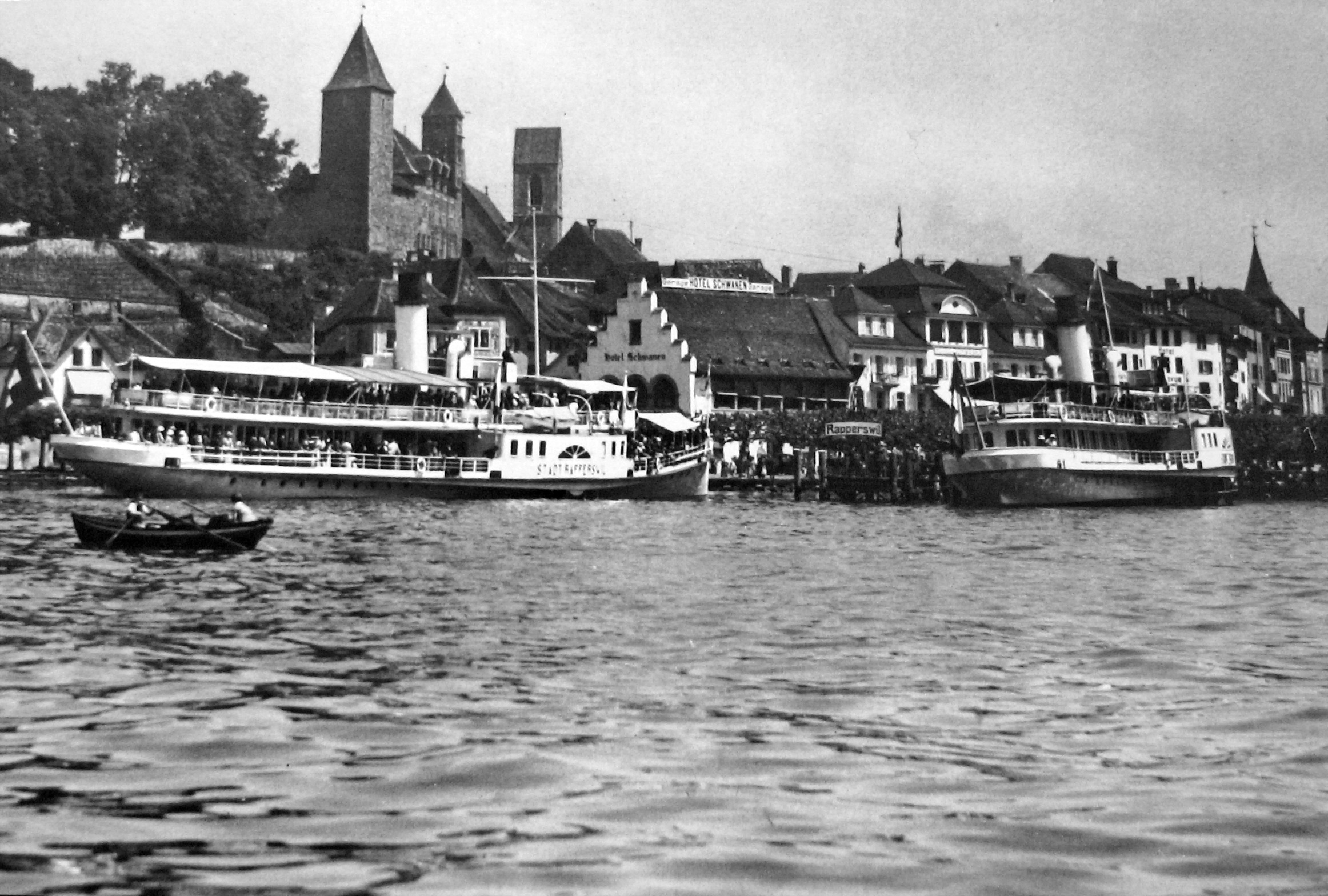
Die beiden von Escher, Wyss & Cie. gebauten Raddampfer Stadt Rapperswil (links) und Stadt Zürich im Hafen von Rapperswil (1914)

Schon in den 1840er- und 1850er-Jahren nahm Escher Wyss die Produktion von Turbinen auf und stellte ab 1835 Dampfschiffe für Flüsse und Seen her.
Bis zur Jahrhundertwende machte sich Escher Wyss international einen Namen durch Innovationen in den Bereichen Dampf- und Wasserkraft. Weltweit führend war Escher Wyss insbesondere im Bereich Hydraulik. 1835 wurde in den Werkstätten von Escher, Wyss & Cie. mit der Minerva das erste europäische Dampfschiff mit eiserner Schale fertiggestellt und fortan auf dem Zürichsee eingesetzt. Auf vielen historischen Dampfmaschinen und in alten Kraftwerken kann man heute noch die Plaketten mit dem Unternehmensnamen Escher, Wyss & Cie. finden. Escher Wyss baute insgesamt 299 Raddampfer, der letzte war das 1914 fertiggestellte Dampfschiff Lötschberg.
Nach dem Ersten Weltkrieg konzentrierte sich das Unternehmen auf den Weltmarkt und war einer der grössten Exporteure von Industrieprodukten der Schweiz. 1931 übernahm ein Bankenkonsortium die Mehrheit des Unternehmens, um einen Zusammenbruch des hart von der Weltwirtschaftskrise getroffenen Exportbetriebs zu verhindern. Trotzdem mussten 1935 der Kanton und die Stadt für zwei Jahre das Unternehmen durch eine Arbeitsplatzgarantie mit gleichzeitiger Verlustgarantie am Leben erhalten. Zeitgleich wurde der Name in Escher Wyss AG geändert. Schliesslich kaufte Jacob Schmidheiny 1937 das traditionsreiche Unternehmen. Das Stammhaus des Konzerns blieb in Zürich, wo zeitweise über 2000 Arbeiter beschäftigt waren.
Der Escher-Wyss-Standort im deutschen Ravensburg war in den 1930er-Jahren "Nationalsozialistischer Musterbetrieb". 1939 erfolgt nach der Fertigstellung des Motorschiffes Thun (Baunummer 602) die Aufgabe des Schiffbaus.
In den 1930er-Jahren baute Escher Wyss leistungsfähige Verstellpropeller für die Luftfahrt. 1936 wurde der weltweit erste Propeller entwickelt, der zur Bremsung nach der Landung verwendet werden konnte. Beim Vergleich des Axialverdichters einer 1945 in der Schweiz gelandeten Me-262 mit den heimischen Entwicklungen sprach eher für eine Überlegenheit der Zweiteren. Für die Entwicklung eines schweizerischen Kampfflugzeuges entwickelte Escher Wyss ein fortschrittliches Zweistromtriebwerk mit Schubumkehr. Auch ein grosses Propellerturbinentriebwerk war 1945 vorgeschlagen worden. Die Abteilung für Verstellpropeller wurde 1946 aufgelöst, die Triebwerksentwicklungen wegen mangelnder Entwicklungskredite reduziert und 1947 eingestellt.
Ende der 1960er-Jahre geriet Escher Wyss trotz technologischer Marktführerschaft im Bereich des Turbinenbaus in eine Absatzkrise, da billigere Konkurrenten auf den Markt kamen, der weltweite Wasserkraftwerkboom sich dem Ende zuneigte und sich die von Escher Wyss gefertigten Maschinen als sehr langlebig herausstellten.

### Übernahme durch Sulzer
1966/69 wurden die Escher Wyss und ihre Tochtergesellschaften vom Winterthurer Industriekonzern Sulzer übernommen. 1981 legte Sulzer im Rahmen einer internen Reorganisation des Konzerns die Gesellschaften «Escher Wyss AG, Zürich» (Vorsitzender der Geschäftsführung wurde der 1930 geborene Diplom-Ingenieur Peter Dill), «Bell Maschinenfabrik AG, Kriens/Luzern», «Escher Wyss GmbH, Ravensburg», «De Pretto-Escher Wyss S.p.A., Schio, Vicenza» zum Konzernbereich «Escher Wyss» zusammen. 1983 erfolgte die Integration der Abteilung Thermische Turbomaschinen in die Escher Wyss AG, die darauf ihre Bezeichnung in «Sulzer-Escher Wyss AG» änderte. 1984 übernahm auch die Tochter in Ravensburg diese Bezeichnung. Ebenfalls 1983 erfolgte die Expansion in die USA mit der Übernahme einer Firma im Grossraum Cincinnati, die Papiermaschinen herstellte. Sie firmierte unter der Bezeichnung “Sulzer-Escher Wyss Inc., Middletown”. Sulzer-Escher Wyss hielt Beteiligungen an den Firmen Andritz AG in Graz, Österreich, (Hydraulik, Papiermaschinen), Dominion Bridge-Sulzer Inc. Montreal, Kanada, und TEISA in Mexiko. 1985 baute sie ausserdem ihren Bereich thermische Turbomaschinen aus, indem die US-amerikanischen Firmen “Hickham Industries, Inc., La Porte, Texas”, und “TurboSystems International, Inc., Latham, New York” übernommen wurden. Der Schwerpunkt der Produktion lag nun in den Bereichen Hydraulik und thermische Turbomaschinen. Daneben war die Gruppe in den Bereichen Ausrüstung für Wasserkraftwerke, Faserzementanlagen, verfahrenstechnische Anlagen und Komponenten, Nipco-Walzen und Walzwerke, Verstellpropeller für Schiffe, Giessereierzeugnisse sowie Fabrikation für Dritte tätig.
1994 bündelte der Sulzer-Konzern seine papiertechnischen Aktivitäten in Ravensburg mit denen des württembergischen Maschinenbaukonzerns Voith in Heidenheim zu der Voith-Sulzer Papertec, inklusive der Papieraktivitäten der Krefelder Kleinewefers-Gruppe, die Sulzer erst 1992 erworben hatte. 1998 übernahm Voith die Anteile von Sulzer.
1999 verkaufte Sulzer die Unternehmenssparte Wasserkraft («Sulzer Hydro») an die österreichische VA Technologie AG (VA Tech) und 2001 den Bereich Turbokompressoren an die deutsche MAN. Der Wasserkraftbereich der VA Technologie AG musste bei deren Kauf durch Siemens 2005 wegen einer Auflage der EU-Kartellbehörde 2006 an das Unternehmen Andritz verkauft werden und wurde bis zum 31. Dezember 2008 vorläufig noch als VA Tech Hydro GmbH weiterbetrieben. Am 1. Januar 2009 erfolgte die Umfirmierung zur Andritz Hydro GmbH. Innerhalb der Andritz Hydro GmbH werden am Standort Ravensburg unter Nutzung des Markennamens Escher Wyss weiterhin Schiffspropeller hergestellt.

## Das Escher-Wyss-Areal

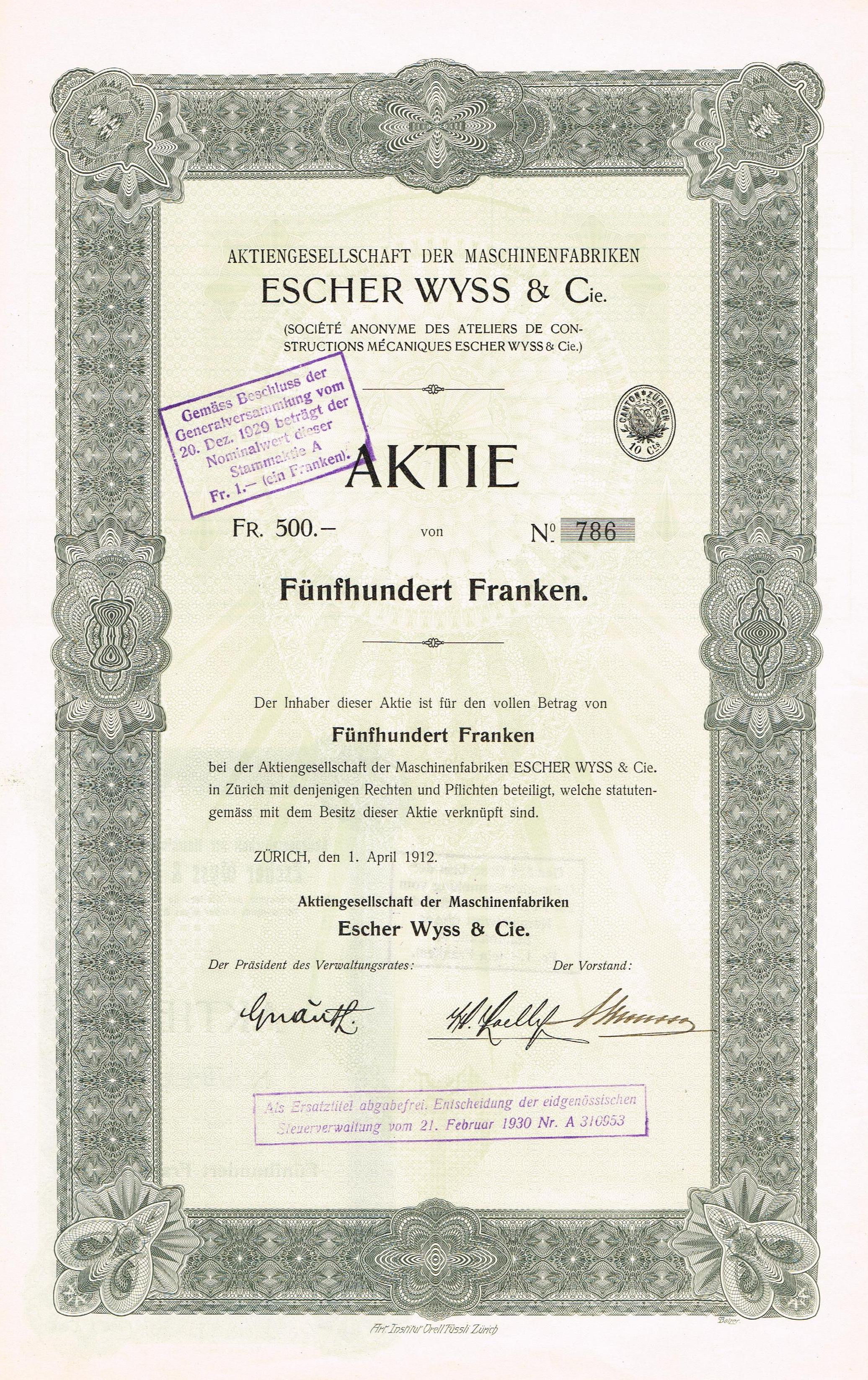
Aktie über 500 Franken der AG der Maschinenfabriken Escher Wyss & Cie. vom 1. April 1912

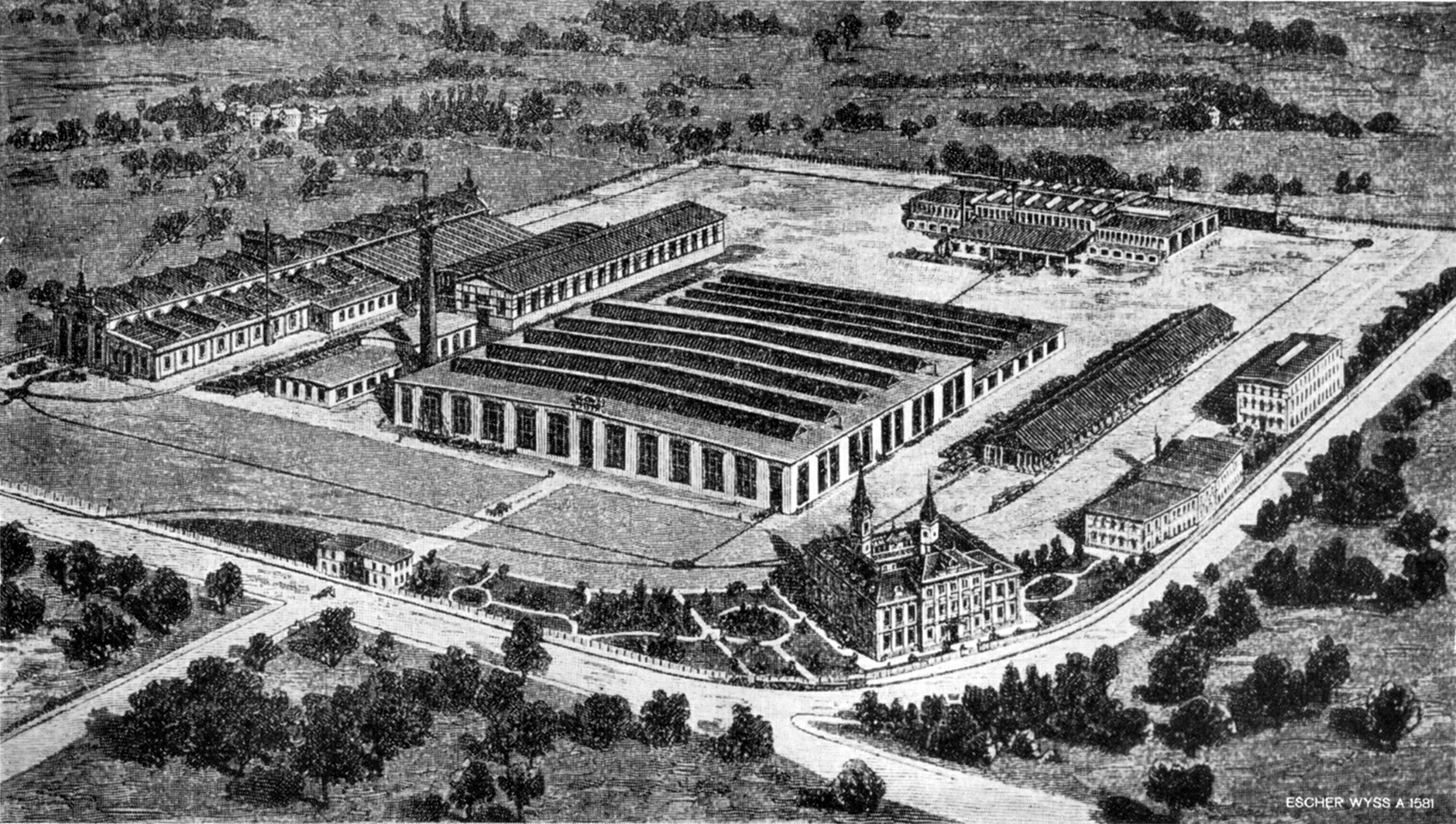
Die Neue Fabrik in der Hard in Aussersihl um 1903

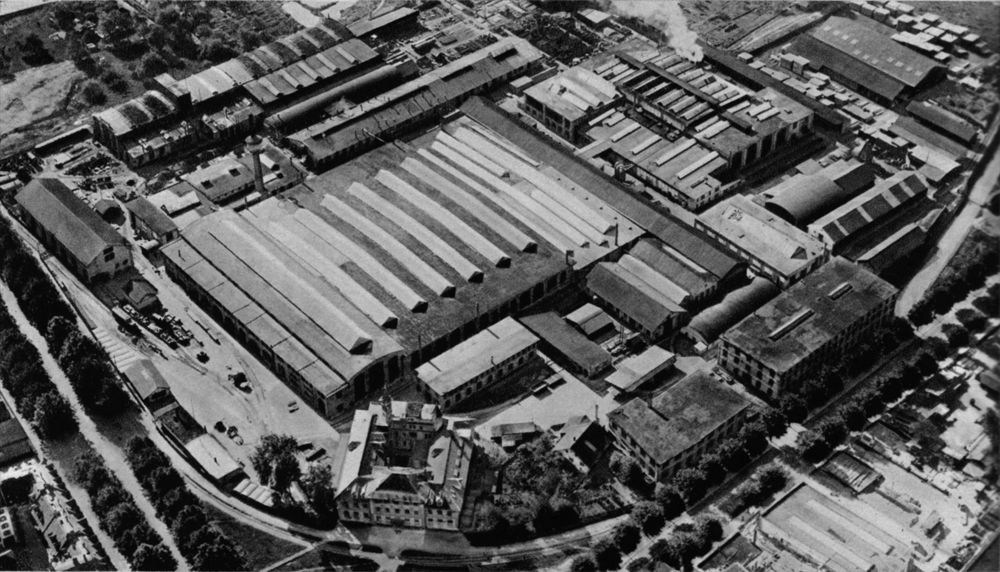
Das Areal des Unternehmens Escher Wyss AG in Zürich in den 1930er-Jahren

Das Unternehmen erwarb 1889 in der unteren Hard ein 153'800 m² grosses Grundstück, auf dem es von dem Unternehmen Locher & Cie eine grosszügige moderne Fertigungsanlage erstellen liess. 1891 begannen die Bauarbeiten an der 2'160 m² grossen Kesselschmiede, die auch die Schiffsmontage beherbergte. 1892–1894 wurde die zentrale Maschinenfabrik gebaut, die mit zehn Hallenteilen 15'000 m² Fläche einnahm. Daneben wurde gleichzeitig die Giesserei-Halle mit 6'350 m² ausgeführt, die durch Gleise mit der Maschinenfabrik verbunden war. Dem Komplex waren weitere Gebäude angeschlossen wie die Hammerschmiede. Die ganze Anlage war so geplant, dass Werkstoffe und Fabrikate möglichst effizient und ohne Zeitverlust bewegt werden konnten. Für die Energieversorgung liess Escher Wyss in Bremgarten-Zufikon ein eigenes Kraftwerk bauen, das über eine Entfernung von 15 Kilometern Drehstrom nach Zürich übertrug, der dort in einer eigenen Kraftzentrale in Wechsel- und Gleichstrom umgewandelt wurde. Als Reserve stand zudem eine 1000-kW-Zoelly-Dampfturbinenanlage bereit. Zusammen mit einer 250-PS-Dampfmaschine für die Lichtreserve war somit eine völlig autonome Versorgung der Fabrik mit Energie gewährleistet. Der damals errichtete 46 m hohe Fabrikschlot mit dem charakteristischen Wasserreservoir von 50 t Inhalt ist bis heute sichtbares Wahrzeichen der Anlage. Die Escher Wyss Maschinenfabrik galt bis weit ins 20. Jahrhundert als Musterbeispiel einer modernen Maschinenfabrik.
Rund um die Anlage von Escher Wyss liessen sich weitere Fabriken nieder, so dass sich dort bis zur Jahrhundertwende ein neues Industriequartier Zürichs entwickelte. Die Kreuzung von Sihlquai, Hardstrasse und Limmatstrasse wurde nach dem Unternehmen in Escher-Wyss-Platz umbenannt. An der prominenten Ecke befand sich das neoklassizistische Direktionsgebäude. Das Unternehmen gab auch dem Quartier, in dem es sich befand, seinen Namen (Escher Wyss). Neben Zürich hatte Escher Wyss weitere Niederlassungen, u. a. in Ravensburg, Leesdorf (heute ein Ortsteil von Baden bei Wien), Lindau und Schio und betrieb ein weltweites Lizenz- und Exportnetz.
Das ehemalige Konzernareal in der unteren Hard in Zürich wurde von Sulzer seit dem Beginn der 1990er-Jahre schrittweise veräussert, um Kapital für sein Kerngeschäft zu erlösen. Damals entbrannte ein heftiger Streit zwischen Immobilienunternehmen und der Chefin des städtischen Hochbauamtes, Ursula Koch, die auf dem Areal eine industrielle Produktion erhalten wollte. Bis heute konnte immerhin auf sechs Hektaren eine industrielle Nutzung erhalten werden, hauptsächlich die Escher Wyss-Nachfolgeunternehmen Everllence Schweiz, vorm. MAN Turbo und Andritz Hydro.

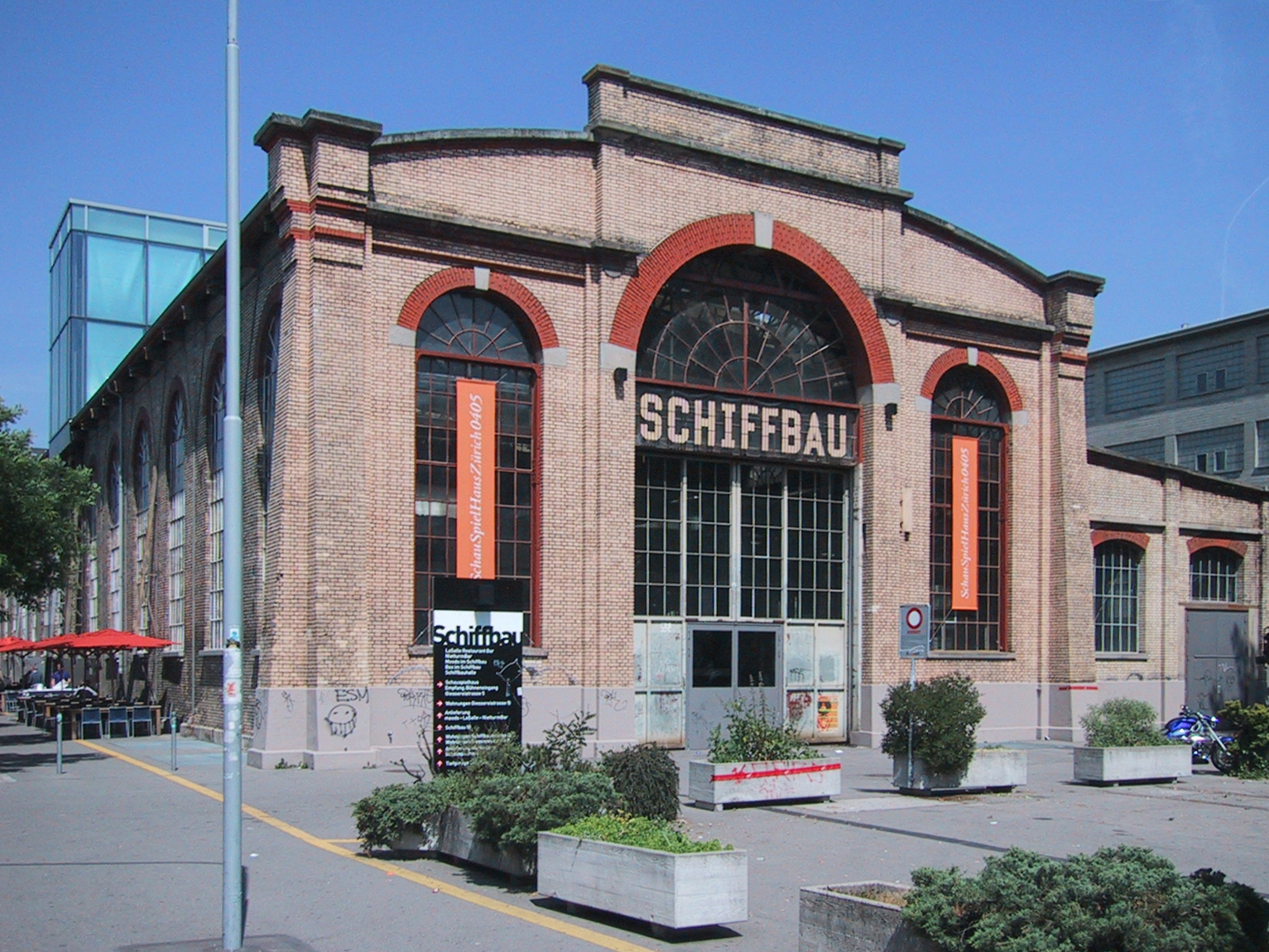
Die Schiffbau-Halle des Schauspielhauses

Das Escher-Wyss-Areal stellte die weitläufigste Stadtentwicklungszone von Zürich West dar. Zahlreiche Gebäude wurden dort seit 1990 neu errichtet – so der Technopark (1993), die Hotels Novotel, Ibis und Etap, die Büro-, Gewerbe- und Wohnüberbauungen «Westpark» und «Puls 5» – bzw. modernisiert, wie das Mobimo-Hochhaus (Bluewin-Tower). Einige Industriegebäude wurden umgenutzt, etwa die Kesselschmiede, in der heute das Schauspielhaus unter dem Label «Schiffbau» als Anspielung auf die ehemalige Schiffherstellung in dem Gebäude eine Filiale betreibt, die Giessereihalle, die in die Überbauung «Puls 5» integriert ist, oder das Verwaltungshochhaus, das 2001 zum «Bluewin-Tower» umgebaut wurde (auch bekannt als «Mobimo-Hochhaus»). Weiter wurden drei neue Strassen angelegt, die Giesserei-, Schiffbau- und Technoparkstrasse. Der Turbinenplatz im Herzen des ehemaligen Industrieareals wurde zum grössten Platz der Stadt Zürich.
Weite Teile des ehemaligen Escher-Wyss-Areals gingen 2002 in den Besitz der Allreal Holding über. Die verbliebenen Anlagen stehen teilweise unter Denkmalschutz, wie das ehemalige Verwaltungsgebäude des Architekten Robert Landolt (1954), der Kamin der Industriehalle oder die «Schiffbau»-Halle.

## Trivia
Der fiktionale Walter Faber aus Max Frischs Homo faber war zeitweise als Ingenieur für Escher Wyss in Bagdad beschäftigt.